# Антіньяно
Антіньяно (італ. Antignano, п'єм. Antignan) — муніципалітет в Італії, у регіоні П'ємонт,  провінція Асті.
Антіньяно розташоване на відстані близько 490 км на північний захід від Рима, 45 км на південний схід від Турина, 9 км на південний захід від Асті.
Населення — 992 особи (2014).
Щорічний фестиваль відбувається 31 липня. Покровитель — святий Степан.

## Демографія
Населення за роками:

Станом на 1 січня 2023 року в муніципалітеті офіційно проживало 38 іноземців з 16 країн, серед них 16 громадян країн Євросоюзу та 2 громадяни України.

## Сусідні муніципалітети
- Челле-Еномондо
- Костільйоле-д'Асті
- Ізола-д'Асті
- Ревільяско-д'Асті
- Сан-Дам'яно-д'Асті
- Сан-Мартіно-Альфієрі